# Bambari
Bambari är en prefekturhuvudort i Centralafrikanska republiken.   Den ligger i prefekturen Ouaka, i den centrala delen av landet, 280 km nordost om huvudstaden Bangui. Bambari ligger 465 meter över havet och antalet invånare är 32 547.
Terrängen runt Bambari är platt. Det finns inga andra samhällen i närheten. 
I omgivningarna runt Bambari växer huvudsakligen savannskog. Runt Bambari är det glesbefolkat, med 16 invånare per kvadratkilometer.